# ヴィシャーカパトナム級駆逐艦
ヴィシャーカパトナム級駆逐艦はインド海軍の駆逐艦（ミサイル駆逐艦）の艦級。インド海軍での計画番号は15B型。コルカタ級駆逐艦の設計をベースに改良を加えた発展型で、拡張されたステルス特性を備え、バラク8艦隊防空ミサイルを含む最先端の兵器・センサーシステムを装備する。
1番艦は2011年に発注され、2013年10月に起工、2018年に竣工する予定である。

## 概要
2011年1月、内閣安全保障委員会はプロジェクト15Bとして4隻の駆逐艦の建造を承認した。
プロジェクト15Bは15Aのコルカタ級駆逐艦と同じ船体を有するが、ステルス性向上のため、上部構造物が大幅に変更され、デッキが一層増やされている。より優れた音響特性と赤外線低減システム、Nirbhay対地巡航ミサイル、ブラモス超音速巡航ミサイル、バラク8艦隊防空ミサイルなどの兵装を備える。
船体後部にはヘリコプター甲板・格納庫を備え、2機のヘリコプターを同時に運用可能である。本級はインド海軍設計局によって設計されている。設計段階ではロシアのサンクトペテルブルクの北部設計局が助言を行っており、バルト海造船所が、本級向けに2017年までに4セットの推進軸を供給する契約を結んでいるとされている。
インド海軍は、本級の排水量を7,300トン（または7,400トン）と発表しているが、8,000トンとする情報もある。
建造費用は4隻で3,000億ルピー（約40億USドル）である。主要部分はコルカタ級の設計を踏襲するため、就役までに要する期間はコルカタ級より短縮される見込みで、これにより10億USドルのコスト削減が見込まれている。1番艦は2015年4月20日に進水、2018年までに就役する予定で、2番艦以降は2年ごとに建造される予定である。
本級の防空能力は、敵の航空機と対艦巡航ミサイルの脅威に対抗するために設計されており、兵装はVLS化された長距離超音速対地・対空ミサイルシステムを中心に構成されている。このシステムは、海上のターゲットおよび沿岸の陸上ターゲットとの交戦を可能にし、敵のターゲットに対する致命的な攻撃のためのプラットフォームとして機能する。4基のAK-630により艦に近接防御力が提供され、127mm砲は効果的な砲撃支援を提供することを可能にする。
対潜戦能力としては、独自に開発された連装魚雷発射管およびRBU-6000を装備する。

## 15A型との差異
コルカタ級と本級は船体設計は同一であるが、兵装を含む装備品が異なる。本級はコルカタ級と同一の船体および推進パッケージを採用している。ロシアの北部設計局は上部構造のサイズを縮小するために設計コンサルタントとして助言を行った。
コルカタ級の主砲は76mm速射砲であるのに対して、本級は127mm速射砲を装備する。AK-630CIWSは両艦級が装備する。
本級のソナーは船首に装備されており、艦橋のレイアウトも変更された。メインレーダーを中心とするマストのデザインも変更された。また本級は、核兵器・化学兵器・生物兵器に対して、乗組員により大きな保護を提供するため、本格的な艦内空調システムを備える予定である。本級は荒れた海上条件での搭載ヘリコプターの安全確保のため、レールレスヘリコプター移動システムを装備している。
本級はネットワーク化されており、艦艇データネットワーク（SDN）、自動電力管理システム、戦闘管理システムを装備する。作戦中、主要士官は必要な情報をSDNを通じて利用することが可能である。

## 同型艦
| #    | 艦名                                   | 建造所         | 起工            | 進水           | 就役            |
| ---- | -------------------------------------- | -------------- | --------------- | -------------- | --------------- |
| D 66 | ヴィシャーカパトナム INS Visakhapatnam | マザゴン造船所 | 2013年 10月12日 | 2015年 4月20日 | 2021年 11月21日 |
| D 67 | マルマガオ INS Mormugao                | マザゴン造船所 | 2015年 6月4日   | 2016年 9月17日 | 2022年 12月18日 |
| D 68 | インパール INS Imphal                  | マザゴン造船所 | 2017年 5月19日  | 2019年 4月20日 | 2023年（予定）  |
| D 69 | スーラト INS Surat                     | マザゴン造船所 | 2018年 7月19日  | 2022年 5月17日 | 2024年（予定）  |